# Gare de Kawasaki
La gare de Kawasaki (川崎駅, Kawasaki-eki) est une gare ferroviaire de la ville de Kawasaki, dans la préfecture de Kanagawa, au Japon. La gare est desservie par les lignes de la JR East.

## Situation ferroviaire
La gare de Kawasaki est située au point kilométrique (PK) 18,2 de la ligne principale Tōkaidō. Elle marque le début de la ligne Nambu.

## Histoire
La gare a été inaugurée le 10 juillet 1872.

## Services aux voyageurs

### Accès et accueil
La gare dispose d'un bâtiment voyageurs, avec guichet, ouvert tous les jours.

### Desserte
- JT Ligne principale Tōkaidō :
  - voie 1 : direction Odawara et Atami
  - voie 2 : direction Tokyo (interconnexion avec la ligne Ueno-Tokyo pour Ueno, Ōmiya, Takasaki et Utsunomiya)
- JK Ligne Keihin-Tōhoku :
  - voie 3 : direction Yokohama et Ōfuna
  - voie 4 : direction Tokyo et Ōmiya
- JN Ligne Nambu :
  - voies 5 et 6 : direction Tachikawa

### Intermodalité
La gare de Keikyū Kawasaki (ligne principale Keikyū) est située à proximité, au nord-est de la gare.